# Domenicus van Wijnen

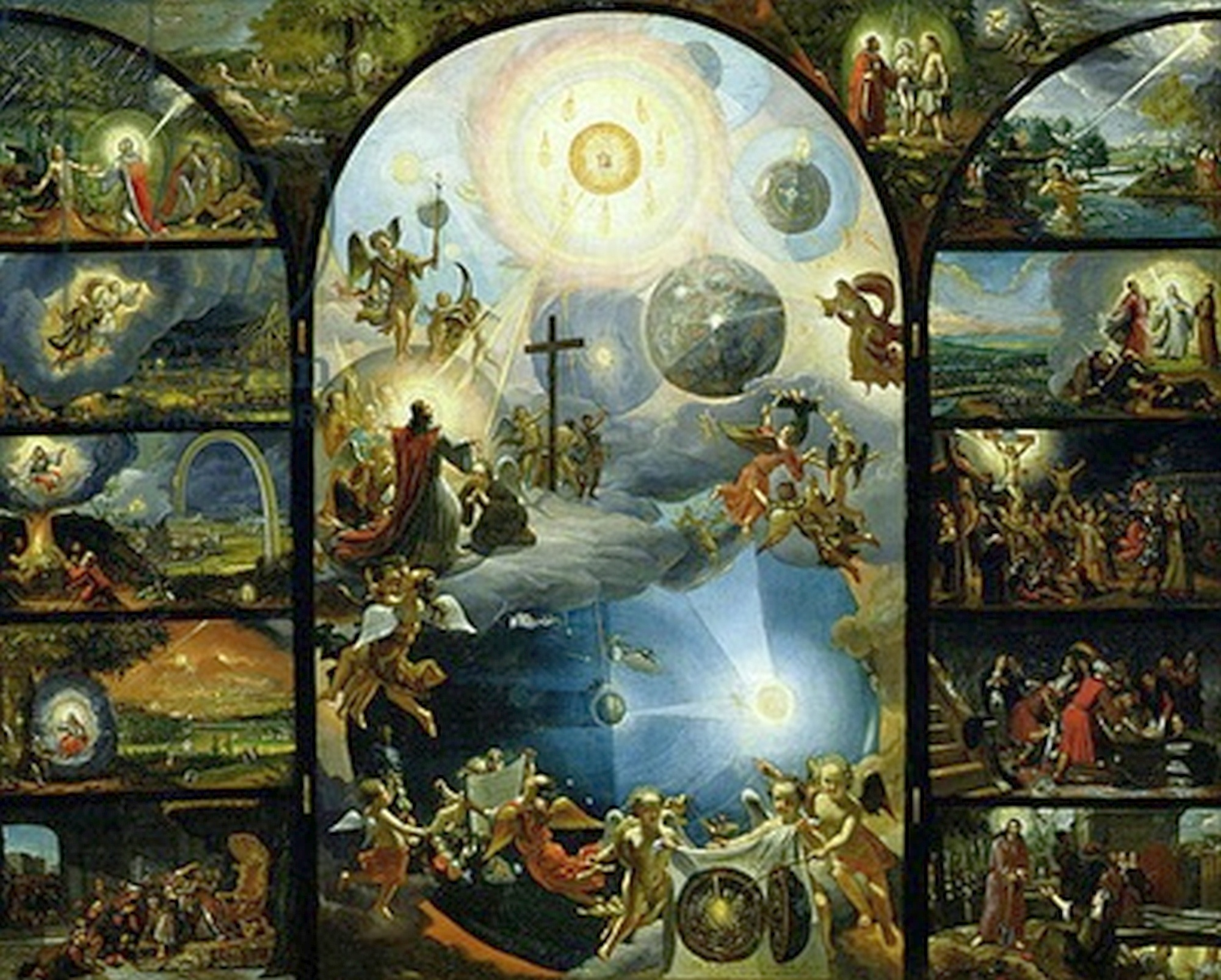
Allégorie de la création du cosmos

Domenicus van Wijnen (né à Amsterdam en 1651 et mort après 1690) est un peintre de l'âge d'or néerlandais,.

## Biographie
Van Wijnen est l'élève de Willem Doudijns à La Haye en 1674. Il part ensuite s'installer à Rome à partir des années 1680-1690. Selon Houbraken, il rejoint les Bentvueghels, une association d'artistes néerlandais à Rome, et prend le surnom d'« Ascanias ». 
Van Wijnen est un peintre d'allégories historiques et de scènes de genre.  Plusieurs de la douzaine de tableaux qui lui sont fermement attribués représentent des scènes de sorcellerie. Son tableau La Tentation de saint Antoine se trouve à la Galerie nationale d'Irlande.

## Famille
Ses parents, Dirk Harmens van Wijnen (1627-1659) et Anna Geertuid Everaedts (1616-?) se sont mariés le 4 octobre 1657 après la mort de la première épouse de Dirk, Maria Pijnappels. Dirk meurt alors que Domenicus n'a qu'un an et sa sœur, Dorothen (1660-) naît quelques mois plus tard. Les demi-frères et sœurs de Domenicus issus du premier mariage de Dirk sont Fransois van Wijnen (1644-1711), Hermanus van Wijnen (1646-), Cornelis van Wijnen (1648-1649), Cornelis van Wijnen (1650-1651) et Gabriel Dirk van Wijnen (1652-1723).